# Access (série télévisée)
Pour les articles homonymes, voir Access.
 (août 2018).
ACCESS est une série télévisée française en vingt épisodes de 26 minutes créée par Ahmed Sylla et développée par Varante Soudjian, Thomas Pone et Moussa Sylla, diffusée entre le 7 novembre 2018 et le 2 février 2019 sur C8.
Chaque épisode de la série est composée d'une fiction et d'un ou plusieurs sketchs. Les sketchs sont ceux diffusés dans l'émission fictive de la série Sketchs & Associés et la fiction raconte la vie de Yanis (personnage principal interprété par Ahmed Sylla) dans sa nouvelle activité de comédien à la télévision.
L'audience très décevante des premiers épisodes, fait basculer la série du mercredi en prime au samedi après-midi sans plus de succès.

## Synopsis
Access suit la vie et le travail de Yanis, jeune star d’internet qui se fait recruter dans l’émission télé « Sketchs & Associés ». Il essaie doucement mais sûrement de s’imposer au sein d’une équipe qui lui affiche clairement son scepticisme. C’était sans compter sur le soutien de sa productrice, Valérie, qui mise beaucoup (trop) sur lui…

## Concept
Chaque épisode de la série est composée d'une fiction et d'un ou plusieurs sketchs. ACCESS est une série qui mêle comédie et drame (dramédie), que l'on peut aussi ranger dans le genre comédie sociale.

## Distribution

### Acteurs principaux
- Ahmed Sylla : Yanis Traoré
- Mathilda May : Valérie Couderq
- Olivier Charasson : Michel Gaudin
- Amir El Kacem : Thomas Sabry
- Julie Bargeton : Tanya Brisson

### Acteurs secondaires
- MC Jean Gab'1 : Djibril Traoré
- Princess Erika : Aïcha Traoré
- Samuel Djian (Bambi) : Maxime Tossen
- Audrey Pirault : Noémie Czezak
- Pierre Langlois : Tristan Touari
- Vanessa Dolmen : Céline Gaudin

## Liste des épisodes
1. Yanis
2. Denzel Washington
3. Le Chapeau
4. Être une femme
5. El Mediator
6. En péril
7. Street Cred
8. À l'origine
9. Walking Deg
10. Le Sketch du Burger
11. Yanis Unchained
12. Les Fans
13. En grève
14. Aux yeux de mon père
15. Moi sexiste ?
16. Théâtre
17. Kung-fu Bledard
18. Partir ou rester
19. Chante Abdoulaye !
20. Tristan